# Chadibe
Chadibe é uma vila localizada no Distrito Central em Botswana, mais especificamente no subdistrito de Tutume. Possuía, em 2011, uma população estimada de 4 939 habitantes.